# Heath Blackgrove
Heath Denyer Murray Blackgrove (* 5. Dezember 1980 in Oamaru) ist ein ehemaliger neuseeländischer Radrennfahrer.

## Sportliche Laufbahn
Im Alter von etwa elf Jahren begann Heath Blackgrove mit dem Radsport und folgte damit dem Beispiel seines Vaters. 1998 errang er vier neuseeländische Junioren-Titel, zwei auf der Straße, im Einzelzeitfahren und im Straßenrennen, zwei auf der Bahn, im Punktefahren und in der Mannschaftsverfolgung. Im selben Jahr wurde er zweifach als South Canterbury Sportsperson of the Year ausgezeichnet, in der Elite- sowie in der Junioren-Kategorie.
Heath Blackgrove wurde 2003 zum ersten Mal neuseeländischer Meister im Straßenrennen der Elite. 2004 startete er bei den Olympischen Spielen in Athen und belegte im Einzelzeitfahren Platz 32, das Straßenrennen beendete er nicht. Anschließend ging er auf die Suche nach einem Team in Europa und fuhr 2005 für das belgische Continental Team Jartazi Granville. Von 2006 bis 2008 war er bei dem US-amerikanischen Toyota-United Pro Cycling Team unter Vertrag.
2009 gewann Blackgrove die Tour of Southland in seinem Heimatland, was er selbst als seinen „stolzesten Moment“ bezeichnet, kurz darauf heiratete er seine Freundin. Zu dieser Zeit lebte er schon in den USA, zuletzt in Austin, wo er für verschiedene Teams tätig war und dort auch hauptsächlich Rennen fuhr.

## Erfolge
1998
- Neuseeländischer Junioren-Meister – Straßenrennen, Einzelzeitfahren, Punktefahren, Mannschaftsverfolgung[1]

1999
- Neuseeländischer Meister (U23) – Einzelzeitfahren

2001
- Neuseeländischer Meister (U23) – Einzelzeitfahren

2003
- Bahnrad-Weltcup in Sydney – Mannschaftsverfolgung (mit Hayden Godfrey, Marc Ryan und Lee Maxwell Vertongen)
- Neuseeländischer Meister – Straße
- eine Etappe Tour of Southland

2004
- Neuseeländischer Meister – Einzelzeitfahren
- Neuseeländischer Meister – Straße

2006
- Neuseeländischer Meister – Mannschaftsverfolgung (mit Marc Ryan, Hayden Roulston und James Fairweather)

2008
- Mannschaftszeitfahren Tour of Southland
- Tobago Cycling Classic

2009
- Gesamtwertung Tour of Southland

## Teams
- 2005 Jartazi Granville
- 2006 Toyota-United
- 2007 Toyota-United
- 2008 Toyota-United
- 2016 Elevate Pro Cycling P/B Bicycle World